# 미호박물관
미호박물관은 경기도 남양주시에 있는 박물관이다.

## 관람 안내
- 휠체어나 유모차의 이동이 어렵습니다.

입장료화석관, 광물관 및 야외 산책로(공룡)
- 대인 / 소인 동일 7,000원 (증빙서류 지참시 24개월 미만 유아만 무료 적용)
- 단체(20명 이상, 중복할인 불가) 6,000원

관람시간
- (평일) 10:00 ~ 18:00, (주말) 10:00 ~ 19:00

입장시간
- (평일) 매표 및 입장마감 17:00, (주말 및 공휴일) 매표 및 입장마감 18:00

휴관일
- 매주 수요일 휴관
- 1월 1일, 설날, 추석